# (16623) Muenzel
(16623) Muenzel est un astéroïde de la ceinture principale.

## Description
(16623) Muenzel est un astéroïde de la ceinture principale. Il fut découvert le 14 avril 1993 à La Silla par Henri Debehogne. Il présente une orbite caractérisée par un demi-grand axe de 3,16 UA, une excentricité de 0,15 et une inclinaison de 4,2° par rapport à l'écliptique.

## Compléments